# بشير (هريس)
بشير هي قرية في مقاطعة هريس، إيران. عدد سكان هذه القرية هو 268 في سنة 2006.